# 헤르트 페르헤이언
헤르트 페르헤이언(네덜란드어: Gert Verheyen, 1970년 9월 20일 ~ )은 벨기에의 은퇴한 축구 선수이자 감독으로, 오스텐더의 마지막 감독이었다.
20년간의 프로 경력 동안 그는 주로 안데를레흐트와 클뤼프 브뤼허 (특히 후자)에서 활약하며 두 클럽에서 200골 이상의 공식 골을 기록했다. 그는 기술적인 능력이 다소 부족하고 성실한 접근 방식에 의존하는 것으로 알려져 있었다.
페르헤이언은 벨기에를 대표하여 두 번의 FIFA 월드컵과 한 번의 유럽 선수권 대회에 출전했다. 그의 아버지 얀도 1965년부터 1976년까지 벨기에의 선수이자 국가대표로 활약했다.

## 구단 경력
안트베르펜주 호흐스트라턴에서 태어난 페르헤이언은 리르서에서 프로 선수로 뛰기 시작했으며, 두 시즌 동안 벨기에 2부 리그에서 10골을 넣었다. 그는 아직 18세가 되지 않았기 때문이다. 1988년 여름, 그는 안데를레흐트로 이적했지만, 득점 기록이 좋지 않았고 첫 2년 동안 거의 출전하지 못했다.
1992년, 베르히엔은 클뤼프 브뤼허와 계약을 맺고 이후 14년 동안 그곳에 머물며 거의 경기에 출전하지 않았고, 그 중 10번의 캠페인에서 두 자릿수 득점을 기록했다. 팀은 4개의 리그와 2개의 컵을 모았다. 2000년 10월, 그는 입스위치 타운과 함께 잉글랜드로 이적할 것으로 예상되었지만, 결국 계약은 무산되었다.
브뤼허에서 총 500경기 이상 출전한 후 (195골), 2006년 5월 5일, 은퇴한 페르헤이언은 2006-07년 시즌에 클럽의 예비 팀 트레이너가 되었고 시즌이 끝난 후 축구를 그만두었다.

## 국가대표팀 경력
페르헤이언은 8년 동안 벨기에 국가대표팀에서 정확히 50경기에 출전하여 10골을 기록했다. 그는 1998년과 2002년 FIFA 월드컵, 그리고 UEFA 유로 2000에 선발되었으며, 후자는 홈구장에서 활약했다.
프랑스에서 열린 1998년 FIFA 월드컵에서 페르헤이언은 벨기에가 멕시코와의 경기에서 2-0으로 앞서고 있던 상황에서 퇴장당해 논란이 되었다. 이 반칙으로 인해 페널티킥이 발생했고 경기는 2-2 무승부로 끝났다. 그럼에도 불구하고 그는 이후 몇 년 동안 계속해서 주전 선수로 활약했다.